# Barzheim

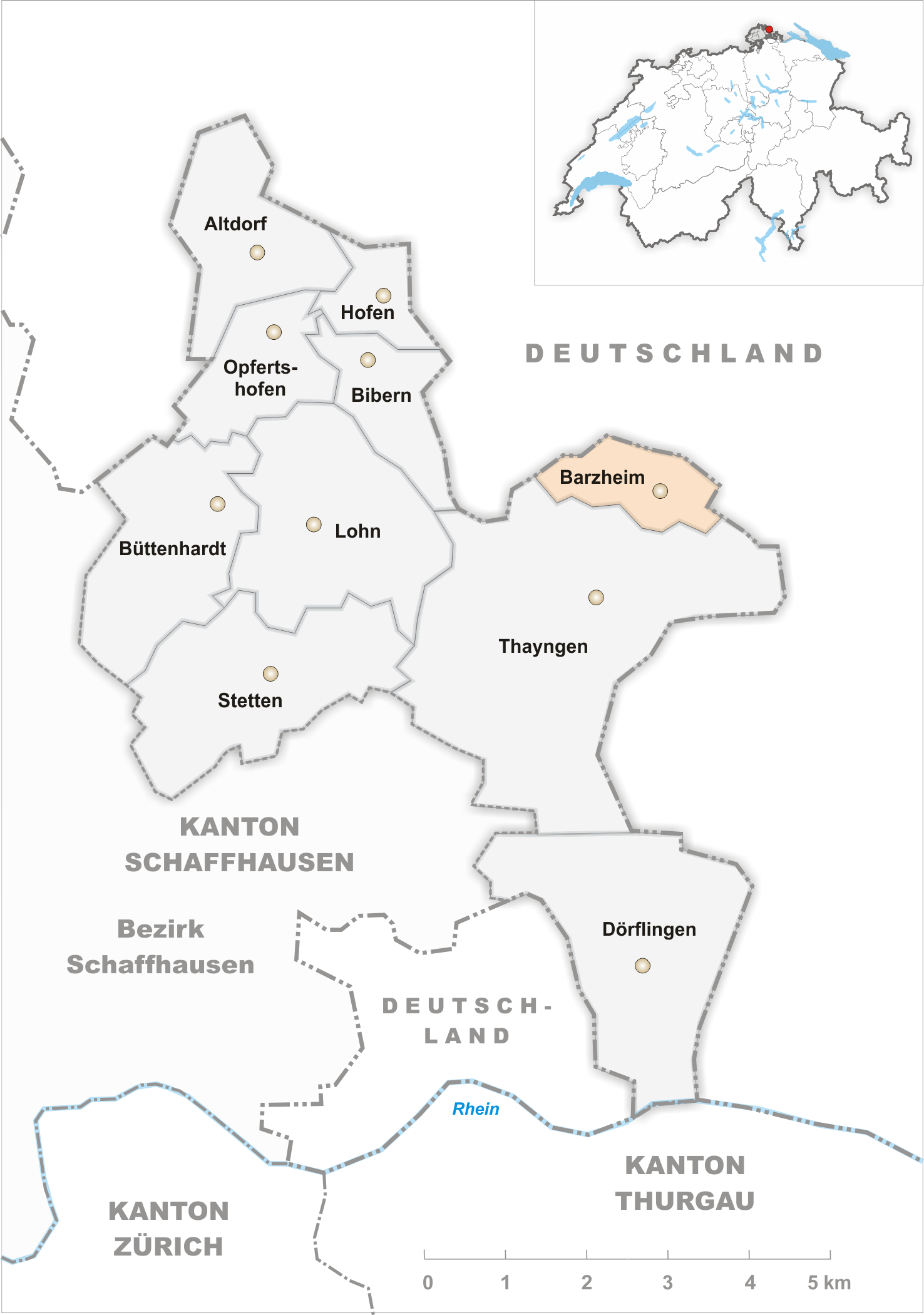
Gemeindestand vor der Fusion am 1. Januar 2004

Barzheim ist ein Ort und eine ehemalige selbstständige politische Gemeinde im Bezirk Reiat, Kanton Schaffhausen, Schweiz. 2004 fusionierte Barzheim zur Gemeinde Thayngen.

## Geschichte
Vier alemannische Gräber (abgegangene Siedlung Alenfingen) stammen aus dem 7. Jahrhundert. Barzheim gehörte im Hochmittelalter zur Landgrafschaft Nellenburg, wohl vom 13. Jahrhundert an zu Vorderösterreich und kam 1723 zu Schaffhausen. Vom 15. Jahrhundert bis 1798 war es Teil der "Obervogtei Thayngen-B." (Niedergericht), die zu je einem Drittel den Familien Im Thurn, von Fulach und der Stadt Schaffhausen gehörte.
Nach dem Prozess zu Stockach (1566–80) übernahm Schaffhausen den Fulacher Anteil. Wichtige Grundbesitzer waren die Stokar. Im Dreissigjährigen Krieg wurde Barzheim 1633 durch kaiserliche Truppen zerstört. Kirchlich gehörte das Dorf (Kapelle 1370 erwähnt) bis zur Reformation zum deutschen Hilzingen, das dem Kloster St. Georg in Stein am Rhein inkorporiert war, danach zu Thayngen. Die 1522 neu erbaute Kapelle wurde 1829–1972 (Aufhebung der Schule) als Schulhaus genutzt. Von 1926 bis 28 erfolgten eine Güterzusammenlegung und Melioration, 1963 und 1967 eine Flurbereinigung von 32 ha Besitz in Riedheim (D). Seit 1988 ist Barzheim durch Postautokurse erschlossen.
Barzheim wurde 1238 als Barzhein erwähnt.

Luftbild von Werner Friedli von 1953

## Bevölkerung
| Bevölkerungsentwicklung Barzheim | Bevölkerungsentwicklung Barzheim | Bevölkerungsentwicklung Barzheim | Bevölkerungsentwicklung Barzheim | Bevölkerungsentwicklung Barzheim | Bevölkerungsentwicklung Barzheim |
| -------------------------------- | -------------------------------- | -------------------------------- | -------------------------------- | -------------------------------- | -------------------------------- |
| Jahr                             | 1771                             | 1850                             | 1900                             | 1950                             | 2000                             |
| Einwohner                        | 118                              | 212                              | 200                              | 191                              | 174                              |